# Carlhans Scharpenseel
Carlhans Scharpenseel (* 28. Dezember 1907 in Hagen; † 14. Juli 2002 in Bochum) war ein deutscher Jurist sowie Bundesrichter und Senatspräsident am Bundesgerichtshof.

## Familie
Scharpenseel entstammte einer Altbochumer Familie, deren Hof in Dahlhausen bereits 1486 im Schatzbuch der Grafschaft Mark eingetragen war. Sein Großvater war Heinrich Scharpenseel (1836–1903), der mit seinem Bruder Moritz (1829–1888) die Scharpenseel-Brauerei gegründet hat.

## Leben
Carlhans Scharpenseel absolvierte 1926 sein Abitur am Königlich Humanistischen Gymnasium in Bochum (Gymnasium am Ostring) und studierte ab 1926 Jura an der Albert-Ludwigs-Universität in Freiburg im Breisgau. Dort wurde er am 11. Mai 1926 Mitglied der katholischen Studentenverbindung K.D.St.V. Arminia Freiburg im Breisgau im CV. 1927 wechselte er an die Humboldt-Universität zu Berlin. Dort bestand er am 30. November 1929 sein Referendarsexamen, dem sich sein Referendariat in Bochum anschloss. 1929 absolvierte er die erste juristische Staatsprüfung, 1933 die zweite juristische Staatsprüfung. Nach seinem Assessorexamen trat er in den Justizdienst Preußens ein und begann seine aktive juristische Laufbahn 1933 als Assessor im Bezirk des OLG Hamm.
In der Zeit des Nationalsozialismus war Scharpenseel ab 1940 Amtsgerichtsrat bei der Reichsjustizverwaltung in Iserlohn. Er wurde als Soldat der Wehrmacht verpflichtet, geriet in Tschechien in Kriegsgefangenschaft und wurde in Hoyerswerda interniert; 1945 wurde er freigelassen.
Nach dem Zweiten Weltkrieg nahm Scharpenseel seine juristische Tätigkeit 1946 am Amtsgericht Bochum auf. Von 1948 bis 1951 war er Landgerichtsdirektor am LG Bochum. 1950/51 übernahm er zudem noch einen Richterposten am OGH für die Britische Besatzungszone in Köln, wo er dem II. Zivilsenat angehörte. 
1951 wurde er durch das Kabinett Adenauer zusammen mit Wolfgang Gelhaar, Wilhelm Kregel und Heinz Schuster zum Richter am Bundesgerichtshof in Karlsruhe ernannt. 1965 erteilte er einer Anfrage für das Amt des Generalbundesanwalts beim Bundesgerichtshof eine Absage. Er war vom 17. Dezember 1965 bis Dezember 1966 Präsident des 4. Strafsenats und vom 1. Januar 1967 bis zum 31. Dezember 1975 Senatspräsident des 3. Strafsenats. 
Scharpenseel hat unter anderem an Strafverfahren mit politischem Hintergrund mitgewirkt, wie beispielsweise den Fällen Peter-Paul Zahl, Friedrich Karl Kaul und Hannsheinz Porst.